# Morti il 17 giugno
| Questa pagina contiene informazioni ricavate automaticamente dalle voci biografiche con l'ausilio del template Bio e di un bot. L'aggiornamento è periodico e automatico e ricostruisce completamente la pagina. Se manca una persona in questa lista, sei pregato di non aggiungerla, ma accertati piuttosto che la sua voce biografica contenga il template Bio e che i dati anagrafici siano correttamente compilati. Se il template Bio manca, inseriscilo tu stesso o, in alternativa, metti l'avviso {{tmp\|Bio}} che ne segnala la mancanza. Se i dati riportati sono sbagliati, correggi direttamente la voce biografica; le modifiche saranno visibili in questa lista entro pochi giorni. Per chiarimenti vedi il progetto biografie. La lista contiene solo le 460 persone che sono citate nell'enciclopedia e per le quali è stato implementato correttamente il template Bio. Pagina aggiornata al 17 ago 2025. |

## VII secolo(4)
- 640 - Sant'Alena, nobildonna belga
- 656 - ʿUthmān b. ʿAffān, califfo (n. 574)
- 676 - Papa Adeodato II, papa e vescovo italiano
- 680 - Botulfo, abate inglese

## IX secolo(1)
- 900 - Folco il Venerabile, arcivescovo, abate e teologo francese

## XI secolo(2)
- 1025 - Boleslao I di Polonia, sovrano polacco (n. 967)
- 1091 - Teodorico V d'Olanda, conte

## XII secolo(2)
- 1161 - Ranieri Scacceri, religioso e santo italiano (n. 1118)
- 1167 - Rodolfo II di Vermandois, nobile francese (n. 1145)

## XIII secolo(2)
- 1219 - Davide di Scozia, nobile scozzese
- 1269 - Provenzano Salvani, generale italiano

## XIV secolo(5)
- 1320 - Bianca di Francia, principessa francese (n. 1253)
- 1361 - Guillaume Farinier, cardinale francese
- 1361 - Ingeborg di Norvegia, nobile norvegese (n. 1301)
- 1374 - Bertrand de Cosnac, cardinale, vescovo cattolico e diplomatico francese
- 1390 - Tommaso di Casasco, cardinale italiano

## XV secolo(4)
- 1412 - Enrico Minutolo, cardinale e arcivescovo cattolico italiano
- 1463 - Caterina d'Aviz, principessa portoghese (n. 1436)
- 1479 - Carlo da Montone, nobile e condottiero italiano (n. 1421)
- 1496 - Maddalena di Brandeburgo, principessa (n. 1460)

## XVI secolo(8)
- 1501 - Giovanni I Alberto di Polonia, re polacco (n. 1459)
- 1503 - Giorgio Brigno, scultore italiano
- 1504 - Rao Bika, indiano (n. 1438)
- 1539 - Nicolas Bohier, giurista francese (n. 1469)
- 1565 - Ashikaga Yoshiteru, militare giapponese (n. 1536)
- 1574 - Louis Des Masures, scrittore, poeta e drammaturgo francese (n. 1515)
- 1578 - Paolo Burali d'Arezzo, cardinale e arcivescovo cattolico italiano (n. 1511)
- 1592 - Ernesto Ludovico di Pomerania, duca tedesco (n. 1545)

## XVII secolo(15)
- 1622 - Raffaello Schiaminossi, pittore e incisore italiano (n. 1572)
- 1630 - Ludovico Gonzaga, vescovo cattolico italiano (n. 1589)
- 1631 - Mumtaz Mahal, nobildonna persiana (n. 1593)
- 1644 - Anna di Montafià, nobile francese (n. 1577)
- 1644 - Giovanni di San Tommaso, presbitero, filosofo e teologo portoghese (n. 1589)
- 1649 - Francesco Maria Torrigio, archeologo italiano (n. 1580)
- 1651 - Francesco Piccolomini, gesuita italiano (n. 1582)
- 1665 - Maria Elisabetta di Holstein-Gottorp, nobile tedesca (n. 1634)
- 1666 - Carlo di Ferdinando de' Medici, cardinale e vescovo italiano (n. 1595)
- 1670 - Raffaello Carrara, medico e poeta italiano (n. 1601)
- 1672 - Orazio Benevoli, compositore italiano (n. 1605)
- 1678 - Giacomo Torelli, scenografo, ingegnere e architetto italiano (n. 1608)
- 1694 - Philip Howard, cardinale e vescovo cattolico britannico (n. 1629)
- 1695 - Leonardo Di Capua, medico, scienziato e filosofo italiano (n. 1617)
- 1696 - Giovanni III Sobieski, re (n. 1629)

## XVIII secolo(29)
- 1702 - Domenico Spotorno, architetto italiano
- 1715 - Andreas von Gundelsheimer, medico e botanico tedesco (n. 1668)
- 1718 - Margherita Maria Farnese, nobile italiana (n. 1664)
- 1719 - Joseph Addison, politico, scrittore e drammaturgo britannico (n. 1672)
- 1724 - Benedetto Luti, pittore italiano (n. 1666)
- 1734 - Claude Louis Hector de Villars, generale francese (n. 1653)
- 1740 - William Wyndham, politico britannico (n. 1688)
- 1741 - Alvise Pisani, doge (n. 1664)
- 1747 - Jacopo Linussio, imprenditore italiano (n. 1691)
- 1747 - Avdot'ja Ivanovna Rževskaja, nobildonna russa (n. 1693)
- 1754 - François Poisson, francese (n. 1684)
- 1756 - Marc-Antoine de Dampierre, compositore, musicista e nobile francese (n. 1676)
- 1760 - Louis-Guy de Guérapin de Vauréal, vescovo cattolico e diplomatico francese (n. 1688)
- 1762 - Prosper Jolyot de Crébillon, poeta e drammaturgo francese (n. 1674)
- 1768 - Giovanni Antonio Ruzzini, politico e diplomatico italiano (n. 1713)
- 1769 - Gustaf Fredrik von Rosen, generale e politico svedese (n. 1688)
- 1771 - Daskalogiannis, armatore greco
- 1775 - John Pitcairn, militare scozzese (n. 1722)
- 1775 - Joseph Warren, medico e patriota statunitense (n. 1741)
- 1777 - Ferdinand Dietz, scultore tedesco (n. 1708)
- 1782 - Pietro Antonio Lorenzoni, pittore austriaco (n. 1721)
- 1784 - Felipe de Neve, esploratore spagnolo (n. 1724)
- 1791 - Selina Shirley, nobildonna e religiosa inglese (n. 1707)
- 1794 - Cécile Renault, francese (n. 1774)
- 1794 - Charles François de Virot de Sombreuil, generale francese (n. 1725)
- 1794 - Prosper Soulès, rivoluzionario francese (n. 1763)
- 1795 - Gilbert Romme, politico e matematico francese (n. 1750)
- 1797 - Muḥammad Khān Qājār, sovrano persiano (n. 1742)
- 1800 - Suleiman al-Halabi, assassino curdo (n. 1777)

## XIX secolo(60)
- 1806 - Henry Holland, architetto britannico (n. 1745)
- 1808 - Louis-Joseph de Montmorency-Laval, cardinale e vescovo cattolico francese (n. 1724)
- 1810 - Francesco Antonio Bagnato, architetto tedesco (n. 1731)
- 1812 - François-Robert Ingouf, incisore francese (n. 1747)
- 1812 - Krikor Bedros V Kupelian (n. 1738)
- 1812 - Pio Panfili, pittore, incisore e decoratore italiano (n. 1723)
- 1813 - Charles Middleton, I barone Barham, ammiraglio britannico (n. 1726)
- 1815 - Louis-Michel Letort de Lorville, generale francese (n. 1773)
- 1816 - Charles Pierrepont, I conte Manvers, militare, politico e nobile inglese (n. 1737)
- 1821 - Martín Miguel de Güemes, militare argentino (n. 1785)
- 1824 - Grigorij Semënovič Volkonskij, generale russo (n. 1742)
- 1825 - Keçiboynuzu İbrahim Hilmi Pascià, politico e militare ottomano (n. 1747)
- 1825 - Edward Pigott, astronomo britannico (n. 1753)
- 1827 - Alexander Gordon, IV duca di Gordon, nobile e politico scozzese (n. 1743)
- 1830 - William Harcourt, III conte Harcourt, nobile e militare inglese (n. 1743)
- 1830 - Ettore Veuillet d'Yenne, politico e generale italiano (n. 1758)
- 1832 - Salvatore Fighera, compositore italiano (n. 1771)
- 1839 - William Bentinck, politico e generale britannico (n. 1774)
- 1842 - Arthur Conolly, esploratore, scrittore e militare inglese (n. 1807)
- 1842 - Charles Stoddart, diplomatico e militare inglese (n. 1806)
- 1843 - Johann Natterer, naturalista e esploratore austriaco (n. 1787)
- 1846 - Jean-Gaspard Debureau, attore teatrale e mimo francese (n. 1796)
- 1851 - John Brown Russwurm, giornalista e editore giamaicano (n. 1799)
- 1853 - George Gordon, IX marchese di Huntly, nobile scozzese (n. 1761)
- 1854 - Friedrich Ernst Ludwig von Fischer, botanico russo (n. 1782)
- 1854 - Henriette Sontag, soprano e attrice teatrale tedesca (n. 1805)
- 1855 - Coriolano Malingri di Bagnolo, traduttore, poeta e politico italiano (n. 1790)
- 1857 - Pietro Fontana, scultore italiano (n. 1782)
- 1859 - Narciso Bronzetti, patriota italiano (n. 1821)
- 1860 - Giuseppe Rivelli, poeta e letterato italiano (n. 1783)
- 1862 - Charles Canning, I conte Canning, politico e nobile britannico (n. 1812)
- 1862 - Giuseppe Montanelli, scrittore, patriota e politico italiano (n. 1813)
- 1864 - William Cureton, orientalista britannico (n. 1808)
- 1866 - Lewis Cass, politico statunitense (n. 1782)
- 1866 - Joseph Méry, scrittore, drammaturgo e librettista francese (n. 1797)
- 1868 - George Arnott Walker Arnott, botanico scozzese (n. 1799)
- 1869 - Sofia Esterházy-Liechtenstein, principessa austriaca (n. 1798)
- 1870 - Girolamo Napoleone Bonaparte, mercante statunitense (n. 1805)
- 1875 - Thomas Henry Selby, politico statunitense (n. 1820)
- 1877 - John Stevens Cabot Abbott, scrittore e storico statunitense (n. 1805)
- 1877 - Giovanni Francesco Boccaccini, pittore e decoratore italiano (n. 1786)
- 1878 - Nicolò Maggioncalda, politico italiano (n. 1813)
- 1879 - Domenico Carafa della Spina di Traetto, cardinale e arcivescovo cattolico italiano (n. 1805)
- 1881 - James Starley, inventore inglese (n. 1831)
- 1883 - Aleksander Izenschmid de Milbitz, militare e patriota polacco (n. 1800)
- 1885 - Edwin von Manteuffel, generale tedesco (n. 1809)
- 1886 - Tukojirao Holkar II, principe indiano (n. 1835)
- 1887 - Antonio de Reali, politico italiano (n. 1834)
- 1889 - Lozen, nativa americana
- 1890 - Emmanuel Servais, politico lussemburghese (n. 1811)
- 1891 - Harrison Ludington, politico statunitense (n. 1812)
- 1892 - Vincenzo Abati, patriota e avvocato italiano (n. 1810)
- 1892 - Domenico Giuli, politico italiano (n. 1818)
- 1893 - Francesco Sabbia, vescovo cattolico italiano (n. 1814)
- 1896 - Thomas Powys, IV Barone Lilford, ornitologo britannico (n. 1833)
- 1897 - Sebastian Kneipp, abate e presbitero tedesco (n. 1821)
- 1898 - Edward Burne-Jones, pittore britannico (n. 1833)
- 1898 - Carlos de Haes, pittore spagnolo (n. 1829)
- 1899 - Eugenio Grandville, militare e marinaio italiano (n. 1841)
- 1899 - Rafael Tristany, militare spagnolo (n. 1814)

## XX secolo(215)
- 1901 - Louis Aldrich, attore teatrale statunitense (n. 1843)
- 1901 - Dilpesend Kadın, ottomana (n. 1865)
- 1903 - Marie-Joseph Cassant, presbitero francese (n. 1878)
- 1903 - Wilhelm Wimpff, imprenditore tedesco (n. 1839)
- 1904 - Nikolaj Ivanovič Bobrikov, politico e militare russo (n. 1839)
- 1904 - Harvey Logan, pistolero statunitense (n. 1867)
- 1905 - Máximo Gómez, generale e politico dominicano (n. 1836)
- 1905 - Alois Riegl, storico dell'arte austriaco (n. 1858)
- 1906 - Harry Nelson Pillsbury, scacchista statunitense (n. 1872)
- 1907 - Sergio Corazzini, poeta italiano (n. 1886)
- 1908 - Giusto Calvi, poeta, giornalista e politico italiano (n. 1865)
- 1908 - Enrico de Dominicis, arcivescovo cattolico italiano (n. 1828)
- 1910 - Otto Schmidt, politico tedesco (n. 1842)
- 1911 - Gino Vendemini, poeta e politico italiano (n. 1848)
- 1911 - Othmar Zeidler, chimico austriaco (n. 1850)
- 1912 - Joaquín Albarrán, medico cubano (n. 1860)
- 1913 - Federico Gattorno, militare e politico italiano (n. 1836)
- 1913 - Ingeborg Bronsart von Schellendorf, compositrice e pianista tedesca (n. 1840)
- 1913 - Vincenzo Vischi, politico italiano (n. 1824)
- 1914 - Felice Rignon, nobile e politico italiano (n. 1829)
- 1915 - Reginald Warneford, militare e aviatore britannico (n. 1891)
- 1916 - Samu Fóti, ginnasta ungherese (n. 1890)
- 1916 - Giovanni Tamiotti, militare italiano (n. 1831)
- 1917 - Zeffirino Faina, patriota e politico italiano (n. 1826)
- 1917 - Luigi Olivi, aviatore e militare italiano (n. 1894)
- 1917 - José Manuel Pando, politico e generale boliviano (n. 1849)
- 1917 - Karl Zilgas, calciatore tedesco (n. 1882)
- 1918 - Mario Fiore, militare italiano (n. 1886)
- 1918 - Francesco Mignone, militare italiano (n. 1884)
- 1919 - Alphonse Chodron de Courcel, politico e diplomatico francese (n. 1835)
- 1920 - Michele Geremicca, botanico italiano (n. 1857)
- 1922 - Otto Lehmann, fisico tedesco (n. 1855)
- 1923 - Carlo Pollonera, pittore italiano (n. 1849)
- 1925 - Arthur Christopher Benson, saggista, poeta e scrittore inglese (n. 1862)
- 1925 - Alfonso Lucifero, nobile, politico e scrittore italiano (n. 1853)
- 1925 - Anghel Saligny, ingegnere rumeno (n. 1854)
- 1926 - Holger Rasmussen, regista e attore danese (n. 1870)
- 1926 - Fritz Schade, attore statunitense (n. 1880)
- 1929 - Alice Pegler, insegnante e botanica sudafricana (n. 1861)
- 1929 - Sebastiano Rumor, presbitero, letterato e storico italiano (n. 1862)
- 1930 - Louis Bolk, anatomista olandese (n. 1866)
- 1931 - Pëtr Nikolaevič Romanov, nobile russo (n. 1864)
- 1932 - Domenico Bovone, antifascista italiano (n. 1903)
- 1932 - Charles Morice, calciatore inglese (n. 1850)
- 1932 - Angelo Pellegrino Sbardellotto, anarchico italiano (n. 1907)
- 1935 - Carlo Reina, militare italiano (n. 1881)
- 1936 - Giacomo Caputo, militare italiano (n. 1892)
- 1936 - Henry B. Walthall, attore statunitense (n. 1878)
- 1937 - Marvel Rea, attrice statunitense (n. 1901)
- 1938 - Allard H. Gasque, politico statunitense (n. 1873)
- 1939 - Jean Boucher, scultore francese (n. 1870)
- 1939 - Arthur Wallis Myers, giornalista e tennista britannico (n. 1878)
- 1939 - Vane Pennell, tennista britannico (n. 1886)
- 1939 - Eugen Weidmann, criminale tedesco (n. 1908)
- 1940 - Ugo Botti, marinaio e militare italiano (n. 1903)
- 1940 - Michele Fiorino, militare italiano (n. 1912)
- 1940 - Arthur Harden, biochimico inglese (n. 1865)
- 1940 - Mario Mascia, militare italiano (n. 1917)
- 1940 - Leo Olschki, editore italiano (n. 1861)
- 1941 - Léonie Martin, monaca cristiana francese (n. 1863)
- 1942 - Else Feldmann, giornalista, scrittrice e drammaturga austriaca (n. 1884)
- 1942 - Otto Herschmann, schermidore e nuotatore austriaco (n. 1877)
- 1942 - John W. Smith, politico statunitense (n. 1882)
- 1943 - John DuCasse Schulze, scenografo statunitense (n. 1876)
- 1943 - Vincent McNabb, religioso, presbitero e scrittore irlandese (n. 1868)
- 1944 - Lorenzo Adolfo Denci, fotografo italiano (n. 1881)
- 1944 - Augusto Faccani, calciatore italiano (n. 1891)
- 1944 - Heinz Hellmich, generale tedesco (n. 1890)
- 1944 - Lauri Nissinen, militare e aviatore finlandese (n. 1918)
- 1944 - Vittorio Tassi, carabiniere e partigiano italiano (n. 1903)
- 1945 - Antonio Canepa, militare, politico e politologo italiano (n. 1908)
- 1945 - Augusto Galletti, allenatore di calcio, calciatore e arbitro di calcio italiano (n. 1886)
- 1945 - Si Bouaziz ben M'hamed ben Gana, politico algerino (n. 1879)
- 1945 - Frank Lanning, attore statunitense (n. 1872)
- 1945 - Lucy Ridsdale, scrittrice e attivista inglese (n. 1869)
- 1947 - Maxwell Perkins, editore statunitense (n. 1884)
- 1948 - Arturo Bresciani, ciclista su strada e pistard italiano (n. 1899)
- 1948 - Earl Carroll, regista, produttore teatrale e paroliere statunitense (n. 1893)
- 1949 - Arvo Aaltonen, nuotatore finlandese (n. 1892)
- 1951 - Robert Emmett Tansey, attore, sceneggiatore e regista statunitense (n. 1897)
- 1952 - Max Dehn, matematico tedesco (n. 1878)
- 1952 - Claudio Fermi, biochimico e microbiologo italiano (n. 1862)
- 1952 - Jack Parsons, ingegnere statunitense (n. 1914)
- 1953 - Patsy Gallacher, calciatore irlandese (n. 1891)
- 1953 - Walter Niemann, compositore, arrangiatore e critico musicale tedesco (n. 1876)
- 1953 - Johann Waldbach, militare e poliziotto tedesco orientale (n. 1920)
- 1955 - Carlyle Blackwell, attore, regista e sceneggiatore statunitense (n. 1884)
- 1955 - George Canning, tiratore di fune britannico (n. 1889)
- 1956 - Leck Fischer, scrittore e sceneggiatore danese (n. 1904)
- 1956 - Enrico Prampolini, pittore, scultore e scenografo italiano (n. 1894)
- 1956 - Bob Sweikert, pilota automobilistico statunitense (n. 1926)
- 1956 - Artur Văitoianu, generale e politico rumeno (n. 1864)
- 1957 - Wedgewood Nowell, attore, compositore e sceneggiatore statunitense (n. 1878)
- 1957 - Esmé Percy, attore e regista britannico (n. 1887)
- 1957 - Dorothy Richardson, scrittrice inglese (n. 1873)
- 1957 - Frank Scalice, mafioso italiano (n. 1893)
- 1958 - Alessandro III, siriano (n. 1869)
- 1958 - Raoul Aslan, attore, regista e direttore teatrale austriaco (n. 1886)
- 1959 - Joseph Barbara, mafioso italiano (n. 1905)
- 1959 - Ildebrando Capatti, pittore e decoratore italiano (n. 1878)
- 1960 - Pierre Reverdy, poeta e aforista francese (n. 1889)
- 1960 - Arthur Rosson, regista inglese (n. 1886)
- 1961 - Jeff Chandler, attore e cantante statunitense (n. 1918)
- 1961 - Ludovico D'Aragona, sindacalista e politico italiano (n. 1876)
- 1962 - Olinto Cristina, attore e doppiatore italiano (n. 1888)
- 1963 - Richard Baer, militare tedesco (n. 1911)
- 1963 - Alan Brooke, generale britannico (n. 1883)
- 1963 - Roberto Penna, velocista italiano (n. 1886)
- 1963 - John Cowper Powys, scrittore britannico (n. 1872)
- 1963 - Carl Friedrich Roewer, aracnologo tedesco (n. 1881)
- 1964 - Clarence G. Badger, regista, sceneggiatore e produttore cinematografico statunitense (n. 1880)
- 1964 - Carlo Corna, calciatore e allenatore di calcio italiano (n. 1891)
- 1965 - Guglielmo Emanuel, giornalista e antifascista italiano (n. 1879)
- 1965 - Hilario López, calciatore messicano (n. 1907)
- 1965 - Motilal, attore indiano (n. 1910)
- 1965 - Manuel Vidal Hermosa, calciatore spagnolo (n. 1901)
- 1966 - Hans Christern, generale tedesco (n. 1900)
- 1966 - Alfonso De Giovine, politico italiano (n. 1898)
- 1967 - Isotta Gervasi, medico italiano (n. 1889)
- 1967 - Miguel Atienza, criminale spagnolo (n. 1942)
- 1967 - Ruth Sobotka, ballerina, attrice e pittrice statunitense (n. 1925)
- 1968 - Dorothy Baker, scrittrice statunitense (n. 1907)
- 1968 - Cassandre, pubblicitario francese (n. 1901)
- 1968 - Henry Christophe, arbitro di calcio belga (n. 1884)
- 1968 - Andrew Cohen, diplomatico inglese (n. 1909)
- 1968 - Aleksej Eliseevič Kručënych, poeta e scrittore russo (n. 1886)
- 1968 - José Nasazzi, allenatore di calcio e calciatore uruguaiano (n. 1901)
- 1968 - Ettore Reynaudi, calciatore italiano (n. 1895)
- 1968 - Ursule Wibaut, calciatore francese (n. 1887)
- 1969 - Rita Abatzi, cantante greca (n. 1914)
- 1969 - Primo Magnani, pistard italiano (n. 1892)
- 1969 - Enrico Persico, fisico italiano (n. 1900)
- 1969 - Fritz Reinhardt, politico tedesco (n. 1895)
- 1970 - Henri Vidon, attore britannico (n. 1887)
- 1971 - Arif Heralić, operaio jugoslavo (n. 1922)
- 1972 - Jean Brochard, attore francese (n. 1893)
- 1972 - Johánnes Gunnarsson, vescovo cattolico islandese (n. 1897)
- 1972 - Gale Henry, attrice statunitense (n. 1893)
- 1972 - Ellen Schwanneke, attrice tedesca (n. 1906)
- 1973 - Luis Van Rooten, attore statunitense (n. 1906)
- 1973 - Nils Sandström, velocista svedese (n. 1893)
- 1974 - Pamela Britton, attrice statunitense (n. 1923)
- 1974 - Pauline Carton, attrice francese (n. 1884)
- 1974 - Albert Casteleyns, pallanuotista e bobbista belga (n. 1917)
- 1974 - Rabbe Enckell, poeta, scrittore e drammaturgo finlandese (n. 1903)
- 1974 - Charles Keightley, militare britannico (n. 1901)
- 1974 - Joseph Lê Văn Ấn, vescovo cattolico vietnamita (n. 1916)
- 1974 - Yadavindra Singh, principe, politico e diplomatico indiano (n. 1913)
- 1975 - Alfred Aufdenblatten, sciatore di pattuglia militare e fondista svizzero (n. 1897)
- 1975 - Achille Cruciani, politico italiano (n. 1920)
- 1975 - Giovanni Mingatti, dirigente sportivo italiano (n. 1882)
- 1975 - James Phinney Baxter III, storico statunitense (n. 1893)
- 1976 - Richard Casey, politico australiano (n. 1890)
- 1976 - Guido Giuliante, medico, poeta e politico italiano (n. 1912)
- 1976 - Don Lofgran, cestista statunitense (n. 1928)
- 1976 - Francisco Urondo, scrittore argentino (n. 1930)
- 1977 - Giuseppe Rapelli, politico italiano (n. 1905)
- 1978 - Carlo Del Re, avvocato italiano (n. 1901)
- 1978 - Piero Poletto, scenografo italiano (n. 1925)
- 1978 - Robert Williams, attore statunitense (n. 1904)
- 1979 - Nando Coletti, pittore, incisore e litografo italiano (n. 1907)
- 1979 - Alessandro Costantinides, pianista italiano (n. 1898)
- 1979 - Vigo Meulengracht Madsen, ginnasta danese (n. 1889)
- 1979 - Tesourinha, calciatore brasiliano (n. 1921)
- 1980 - Robert Jacquinot, ciclista su strada francese (n. 1893)
- 1980 - Furio Jesi, storico, critico letterario e saggista italiano (n. 1941)
- 1981 - Louis Moreau, schermidore francese (n. 1889)
- 1981 - Richard O'Connor, generale britannico (n. 1889)
- 1982 - Renzo Grandi, sollevatore italiano (n. 1934)
- 1982 - Rebekah Harkness, compositrice, scultrice e filantropa statunitense (n. 1915)
- 1983 - Miron Białoszewski, poeta e giornalista polacco (n. 1922)
- 1983 - Pierina Boranga, insegnante e scrittrice italiana (n. 1891)
- 1983 - Ruggero Gerlin, clavicembalista, pianista e compositore italiano (n. 1899)
- 1983 - Eelco Nicolaas van Kleffens, giurista, politico e diplomatico olandese (n. 1914)
- 1983 - Peter Mennin, compositore, docente e manager statunitense (n. 1923)
- 1984 - Chet Allen, cantante e attore statunitense (n. 1939)
- 1984 - Nobuo Nakagawa, regista e sceneggiatore giapponese (n. 1905)
- 1985 - John e Roy Boulting, regista, sceneggiatore e produttore cinematografico inglese (n. 1913)
- 1985 - Federico Curiel, regista, sceneggiatore e attore messicano (n. 1917)
- 1985 - Kirill Semënovič Moskalenko, generale e politico sovietico (n. 1902)
- 1986 - Leonardo Borgese, pittore, illustratore e critico d'arte italiano (n. 1904)
- 1986 - Felipe Rosas, calciatore messicano (n. 1910)
- 1986 - Kate Smith, cantante e contralto statunitense (n. 1907)
- 1986 - Domingo Zaldúa, calciatore spagnolo (n. 1903)
- 1987 - Fabio Battesini, ciclista su strada e pistard italiano (n. 1912)
- 1987 - Yasuo Haruyama, calciatore giapponese (n. 1906)
- 1988 - Wacław Czerwiński, ingegnere polacco (n. 1900)
- 1989 - Giovanni Buzzoni, politico italiano (n. 1916)
- 1989 - David Griggs, astronauta statunitense (n. 1939)
- 1989 - John Matuszak, giocatore di football americano e attore statunitense (n. 1950)
- 1989 - Chico Landi, pilota automobilistico brasiliano (n. 1907)
- 1990 - Giuseppe Arezzi, calciatore italiano (n. 1917)
- 1990 - Konrad Bauer, aviatore tedesco (n. 1919)
- 1990 - Slavko Milošević, calciatore e allenatore di calcio jugoslavo (n. 1908)
- 1990 - Jim Nance, giocatore di football americano statunitense (n. 1942)
- 1991 - Guy Huguet, calciatore francese (n. 1923)
- 1993 - Angelo Longoni, allenatore di calcio e calciatore italiano (n. 1933)
- 1994 - Len White, calciatore inglese (n. 1930)
- 1994 - Frank Yates, statistico inglese (n. 1902)
- 1995 - Eugenio Wolk, militare italiano (n. 1915)
- 1996 - Thomas Kuhn, fisico, storico e filosofo statunitense (n. 1922)
- 1996 - François Mercier, calciatore francese (n. 1916)
- 1996 - Edmond Roudnitska, profumiere francese (n. 1905)
- 1996 - Curt Swan, fumettista e illustratore statunitense (n. 1920)
- 1998 - John Joseph Carberry, cardinale e arcivescovo cattolico statunitense (n. 1904)
- 1998 - Aage Eriksen, lottatore norvegese (n. 1917)
- 1998 - Gyula László, storico, archeologo e artista ungherese (n. 1910)
- 1998 - Carlos Loredo, calciatore cubano (n. 1951)
- 1999 - Cecilia Danieli, imprenditrice italiana (n. 1943)
- 1999 - Basil Hume, cardinale e arcivescovo cattolico britannico (n. 1923)
- 1999 - Paul-Émile de Souza, militare e politico beninese (n. 1930)
- 2000 - Miguel Candela, violinista e docente francese (n. 1914)
- 2000 - Vittore Catella, ingegnere, politico e dirigente sportivo italiano (n. 1910)
- 2000 - William Dodgin Jr., calciatore e allenatore di calcio inglese (n. 1931)
- 2000 - André Vacheresse, cestista e allenatore di pallacanestro francese (n. 1927)

## XXI secolo(113)
- 2001 - Donald James Cram, chimico statunitense (n. 1919)
- 2001 - Thomas Joseph Winning, cardinale e arcivescovo cattolico britannico (n. 1925)
- 2002 - Willie Davenport, ostacolista e bobbista statunitense (n. 1943)
- 2002 - Dobri Džurov, generale e politico bulgaro (n. 1916)
- 2002 - Jurij Korneev, cestista sovietico (n. 1937)
- 2002 - Jacques Merleau-Ponty, filosofo e storico della scienza francese (n. 1916)
- 2002 - Fritz Walter, calciatore tedesco (n. 1920)
- 2003 - Giuseppe Daglia, ciclista su strada italiano (n. 1940)
- 2003 - Marcella Pobbe, soprano italiano (n. 1921)
- 2004 - Todor Dinov, animatore e regista bulgaro (n. 1919)
- 2004 - Jacek Kuroń, attivista e politico polacco (n. 1934)
- 2004 - Sara Lidman, scrittrice svedese (n. 1923)
- 2005 - Tetjana Nylyvna Jablons'ka, pittrice ucraina (n. 1917)
- 2005 - Susanna Javicoli, attrice, doppiatrice e dialoghista italiana (n. 1954)
- 2006 - Bussunda, umorista, personaggio televisivo e autore televisivo brasiliano (n. 1962)
- 2006 - James McClure, scrittore britannico (n. 1939)
- 2006 - Pedro Ricardo López, calciatore e allenatore di calcio colombiano (n. 1912)
- 2006 - Enzo Romano, calciatore italiano (n. 1920)
- 2006 - Abdul-Chalim Sadulaev, militare, imam e politico russo (n. 1967)
- 2007 - Angelo Felici, cardinale e arcivescovo cattolico italiano (n. 1919)
- 2007 - Gianfranco Ferré, stilista italiano (n. 1944)
- 2007 - Emanuele Narducci, latinista, critico letterario e traduttore italiano (n. 1950)
- 2008 - Henry Beckman, attore canadese (n. 1921)
- 2008 - Cyd Charisse, ballerina e attrice statunitense (n. 1922)
- 2008 - Davey Lee, attore statunitense (n. 1924)
- 2008 - Tsutomu Miyazaki, serial killer giapponese (n. 1962)
- 2009 - Ralf Dahrendorf, sociologo, politologo e politico tedesco (n. 1929)
- 2009 - Juan Ángel Romero, calciatore paraguaiano (n. 1934)
- 2009 - Božidar Takev, cestista e allenatore di pallacanestro bulgaro (n. 1920)
- 2010 - Elżbieta Czyżewska, attrice polacca (n. 1938)
- 2010 - Hans Dichand, giornalista austriaco (n. 1921)
- 2010 - Andy Ripley, rugbista a 15, imprenditore e dirigente d'azienda britannico (n. 1947)
- 2010 - Kalevi Suoniemi, ginnasta finlandese (n. 1931)
- 2011 - Bruno Battaglia, biologo italiano (n. 1923)
- 2012 - Stéphane Brosse, scialpinista francese (n. 1972)
- 2012 - Günter Kallinich, farmacista tedesco (n. 1913)
- 2012 - Rodney King, statunitense (n. 1965)
- 2012 - R.C. Owens, giocatore di football americano e cestista statunitense (n. 1934)
- 2013 - Michael Baigent, saggista neozelandese (n. 1948)
- 2013 - Carmen Carrozza, musicista italiano (n. 1921)
- 2013 - Manel Comas, allenatore di pallacanestro spagnolo (n. 1945)
- 2013 - Bulbs Ehlers, cestista, giocatore di baseball e allenatore di pallacanestro statunitense (n. 1923)
- 2013 - Geoff Strong, calciatore inglese (n. 1937)
- 2013 - Vinicio Turello, politico e avvocato italiano (n. 1930)
- 2013 - Dinorah Varsi, pianista uruguaiana (n. 1939)
- 2014 - Paul England, pilota automobilistico australiano (n. 1929)
- 2014 - Mario Llamas, tennista messicano (n. 1928)
- 2014 - Jorge Romo Fuentes, calciatore messicano (n. 1923)
- 2015 - Nicola Badalucco, sceneggiatore e giornalista italiano (n. 1929)
- 2015 - Francisco Domingo Barbosa Da Silveira, vescovo cattolico uruguaiano (n. 1944)
- 2015 - Ron Clarke, mezzofondista, maratoneta e politico australiano (n. 1937)
- 2015 - John David Crow, giocatore di football americano statunitense (n. 1935)
- 2015 - Süleyman Demirel, politico turco (n. 1924)
- 2015 - Emanuil Gjaurov, cestista bulgaro (n. 1934)
- 2015 - Roberto Marcelo Levingston, generale e politico argentino (n. 1920)
- 2015 - Clementa C. Pinckney, politico e attivista statunitense (n. 1973)
- 2015 - Jeralean Talley, supercentenaria statunitense (n. 1899)
- 2015 - Vincenzo Verdecchi, regista, sceneggiatore e montatore italiano (n. 1948)
- 2016 - Ron Lester, attore statunitense (n. 1970)
- 2016 - Loretto Petrucci, ciclista su strada italiano (n. 1929)
- 2017 - Józef Grudzień, pugile polacco (n. 1939)
- 2017 - Baldwin Lonsdale, presbitero e politico vanuatuano (n. 1950)
- 2017 - Omar Monza, cestista argentino (n. 1929)
- 2017 - Jorge Nolasco, attore, regista teatrale e insegnante argentino (n. 1958)
- 2017 - Venus Ramey, modella statunitense (n. 1924)
- 2017 - Anneliese Uhlig, attrice e giornalista tedesca (n. 1918)
- 2018 - Remo Segnana, politico italiano (n. 1925)
- 2018 - Franco Zurlo, pugile italiano (n. 1940)
- 2019 - Andy Anderson, cestista statunitense (n. 1945)
- 2019 - Pietro Barbarito, politico italiano (n. 1925)
- 2019 - Lanfranco Frigeri, pittore e scultore italiano (n. 1920)
- 2019 - Armando Gnisci, critico letterario italiano (n. 1946)
- 2019 - Moacyr Grechi, arcivescovo cattolico brasiliano (n. 1936)
- 2019 - Eric Lindroth, pallanuotista statunitense (n. 1951)
- 2019 - Ian MacFarlane, allenatore di calcio e calciatore scozzese (n. 1933)
- 2019 - Giorgio Michetti, pittore, disegnatore e illustratore italiano (n. 1912)
- 2019 - Mohamed Morsi, politico egiziano (n. 1951)
- 2019 - Gloria Vanderbilt, stilista, scrittrice e attrice statunitense (n. 1924)
- 2019 - Remo Vigni, calciatore italiano (n. 1938)
- 2019 - Christian Wägli, mezzofondista e velocista svizzero (n. 1934)
- 2020 - Marlene Ahrens, giavellottista cilena (n. 1933)
- 2020 - Lewis John Carlino, sceneggiatore, regista e drammaturgo statunitense (n. 1932)
- 2020 - Bill Groman, giocatore di football americano statunitense (n. 1936)
- 2020 - György Kárpáti, pallanuotista ungherese (n. 1935)
- 2020 - Petr Král, scrittore e poeta ceco (n. 1941)
- 2020 - Fabrice Philipot, ciclista su strada francese (n. 1965)
- 2020 - Michael Soulé, biologo statunitense (n. 1936)
- 2020 - Pietro Zoppas, ciclista su strada italiano (n. 1934)
- 2021 - Kenneth Kaunda, politico zambiano (n. 1924)
- 2021 - Dimbi Tubilandu, calciatore della Repubblica Democratica del Congo (n. 1948)
- 2021 - Giacomo Zani, direttore d'orchestra e musicologo italiano (n. 1932)
- 2022 - Steinar Amundsen, canoista norvegese (n. 1945)
- 2022 - Flavio Roberto Carraro, vescovo cattolico e religioso italiano (n. 1932)
- 2022 - Michel David Weill, banchiere francese (n. 1932)
- 2022 - Dave Hebner, statunitense (n. 1949)
- 2022 - Hugh McElhenny, giocatore di football americano statunitense (n. 1928)
- 2022 - Alba Maria Orselli, storica italiana (n. 1934)
- 2022 - Bruno Pedron, vescovo cattolico italiano (n. 1944)
- 2022 - Gianmario Pellizzari, politico italiano (n. 1944)
- 2022 - Paul Ruffner, cestista statunitense (n. 1948)
- 2022 - Jean-Louis Trintignant, attore, regista e sceneggiatore francese (n. 1930)
- 2023 - Michael Hopkins, architetto britannico (n. 1935)
- 2023 - Bill James, scrittore gallese (n. 1929)
- 2023 - Pina Majone Mauro, poetessa e scrittrice italiana (n. 1929)
- 2023 - Zino Zani, calciatore e chimico italiano (n. 1942)
- 2024 - Luciano Acquarone, maratoneta e mezzofondista italiano (n. 1930)
- 2024 - Claudio Graziano, generale italiano (n. 1953)
- 2024 - Jacqueline Laurence, attrice e regista teatrale francese (n. 1932)
- 2025 - Alfred Brendel, pianista e poeta austriaco (n. 1931)
- 2025 - Léon Krier, architetto e urbanista lussemburghese (n. 1946)
- 2025 - Bernard Lacombe, calciatore e allenatore di calcio francese (n. 1952)
- 2025 - Gailard Sartain, attore statunitense (n. 1946)
- 2025 - Ali Shadmani, generale iraniano